# Platyobria cultrata
Platyobria cultrata är en insektsart som beskrevs av Taylor 1987. Platyobria cultrata ingår i släktet Platyobria och familjen rundbladloppor. Inga underarter finns listade i Catalogue of Life.